# Sergei Maly
Sergei Maly (kasachisch Сергей Викторович Малый, ukrainisch Сергій Вікторович Малий Serhij Wiktorowytsch Malyj; * 5. Juni 1990 in Luhansk, Ukrainische SSR, Sowjetunion) ist ein kasachischer Fußballspieler ukrainischer Herkunft. Er spielt seit 2020 für Tobyl Qostanai in der Premjer-Liga, der höchsten kasachischen Spielklasse.

## Karriere
Sergei Maly begann mit dem Fußballspielen in seiner Heimatstadt Luhansk beim LVUFK Luhansk. Nach seinem Schulabschluss begann er seine Karriere als Profispieler beim ukrainischen Verein FK Komunalnyk Luhansk, der 2007 erst gegründet wurde und bereits im darauffolgenden Jahr aufgelöst worden war. In der Saison 2007/08 wurde Maly von seinem Verein an den FK Ros Bila Zerkwa verliehen, für den er acht Spiele absolvierte und dabei ein Tor erzielte.
Nach dem Ende seines Vereins wechselte er zum ukrainischen Erstligisten Sorja Luhansk. Sein Debüt in der Premjer-Liha gab er am 5. Dezember 2009 gegen den Ligakonkurrenten Arsenal Kiew, als er in der 89. Minute eingewechselt wurde. Von 2010 an stand Maly beim Zweitligisten FK Arsenal Bila Zerkwa in der Perscha Liha unter Vertrag.
Von 2013 bis 2014 war er im Kader des kasachischen Meisters Schachtjor Qaraghandy. Seit 2015 steht er bei Ordabassy Schymkent unter Vertrag.

## Erfolge
- Kasachischer Meister: 2016, 2017, 2018, 2021
- Kasachischer Pokalsieger: 2013
- Kasachischer Fußball-Supercup: 2013